# Royal Aircraft Factory S.E.2
Le RAF S.E.2, conçu en 1912 par Geoffrey de Havilland à la Royal Aircraft Factory, fut l'un des premiers avions spécifiquement destinés à la reconnaissance. Initialement baptisé B.S.1, ce biplan rapide et léger subit plusieurs reconstructions après des accidents, jusqu'à sa version finale en 1914, avec un empennage amélioré. Adopté par le Royal Flying Corps, il fut utilisé en 1914 sur le front, mais il fut rapidement remplacé par des avions de chasse plus performants et endommagé par une bombe en 1915, ce qui a abrégé à sa courte carrière.

## Historique
- 1912 : Début du développement d'un avion de reconnaissance rapide à la Royal Aircraft Factory.
- 1913, début de l'année : Premier vol du prototype B.S.1, atteignant 147,6 km/h mais avec un moteur de 82 ch.
- 27 mars 1913 : L'avion s'écrase lors d'un vol d'essai. Geoffrey de Havilland se casse la mâchoire, l'avion est détruit.
- 1913, après l'accident : Le prototype est reconstruit avec un moteur Gnome Wankel (en) de 100 ch et une nouvelle queue, renommé S.E.2.
- Octobre 1913 : Premier vol de l'avion modifié sous le nom de S.E.2.
- 17 février 1914 : L'avion est remis à la 5e escadrille du Royal Flying Corps pour des tests.
- Mars 1914 : La 3e escadrille reçoit également l'avion pour des tests.
- Avril 1914 : L'avion retourne à la Royal Aircraft Factory.
- 3 octobre 1914 : Premier vol du prototype amélioré sous la direction de Henry Folland, avec une queue plus grande et de nouveaux stabilisateurs.
- 27 octobre 1914 : L'avion modifié est envoyé en France, assigné à la 3e escadrille.
- Mars 1915 : L'avion est endommagé par une bombe et renvoyé au Royaume-Uni.
- Fin 1915 : L'avion est mis hors service et démantelé, le développement du successeur commence.

## Caractéristiques
| Paramètre               | Valeur |
| ----------------------- | --- |
| Nom de l'appareil       | Royal Aircraft Factory S.E.2 |
| Type                    | Avion de chasse expérimental |
| Pays d'origine          | Royaume-Uni |
| Fabricant               | Royal Aircraft Factory |
| Année de conception     | 1913 |
| Poids au décollage      | 513 kg (1131 lb) |
| Poids à vide            | 327 kg (721 lb) |
| Envergure               | 8,38 m (28 ft 6 in) |
| Longueur                | 6,22 m (20 ft 5 in) |
| Hauteur                 | 2,83 m (9 ft 3 in) |
| Surface alaire          | 17,47 m² (188,05 ft²) |
| Vitesse maximale        | 137 km/h (85 mph) |
| Moteur                  | Gnome 9 cylindres rotatif de 80 ch (entièrement caréné) |
| Armement principal      | Deux fusils d'armée tirant à des angles extérieurs pour dégager l'hélice                                                                                   |
| Autres armements testés | Revolver et autres types d'armements à distance |
| Remarques               | Le S.E.2 était un avion très avancé pour son époque avec sa structure monocoque, rare en 1913. Il a aussi été testé en France avec des armements modifiés. |